# Plate appearance

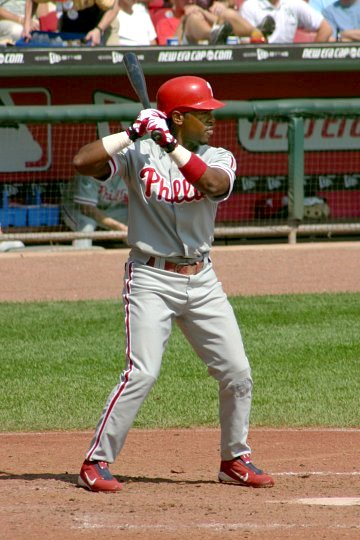
Jimmy Rollins hält mit 778 Einsätzen den Rekord für die meisten Einsätze in einer Saison.

In der Baseballstatistik wird einem Spieler jedes Mal eine Plate Appearance (PA) (deutsch etwa: „Erscheinen am Schlagmal“) zugeschrieben, wenn er seine Runde mit Schlagversuchen vollständig absolviert hat. Gemäß Regel 5.04(c) der Offiziellen Baseball-Regeln für alle professionellen Spiele in den Vereinigten Staaten und Kanada beendet ein Spieler eine Runde Schlagversuche, wenn er ein Out hinnehmen muss oder zum Runner wird. Dies ist der Fall, wenn er einen Strikeout hinnehmen oder Out erklärt wird, bevor er die erste Base erreicht (beides zählt als Out); oder wenn er die erste Base sicher erreicht, die erste Base zugesprochen bekommt (durch ein Base on Balls, Hit by Pitch, „Interference “des Catchers oder „Obstruction“, d. h. regelwidrige Behinderung durch einen Feldspieler); oder wenn er einen fairen Ball schlägt, der einen vorausgehenden Läufer zum dritten Aus führt, bevor er selbst aus dem Spiel ist oder die erste Base sicher erreicht (z. B. durch Left On Base, Fielder’s Choice, „Force Play“). Eine sehr ähnliche Statistik, die At Bats, zählt eine Untergruppe von Plate Appearances, die unter bestimmten Umständen enden.

## Verwendung als Batting-Record-Qualifikator
Während At Bats zur Berechnung wichtiger Schlagstatistiken wie Batting Averages, Slugging Percentage und On-Base Percentage herangezogen werden, haben Plate Appearances keinen solchen statistischen Wert. Am Ende der Saison muss ein Spieler jedoch das 3,1-fache der Anzahl der für jedes Team angesetzten Spiele (502 Plate Appearances für eine Saison mit 162 Spielen) absolviert haben, um in einer dieser Kategorien eingestuft zu werden. Angenommen, Spieler A, der 510 Plate Appearances mit 400 At Bats aufweist, erzielt während der Saison 100 Hits und schließt die Saison mit einem Batting Average von .250 ab. Ein Spieler B hingegen weist 490 Plate Appearances und 400 At Bats auf, erzielt während der Saison 110 Hits und schließt die Saison mit einem Batting Average von .275 ab. Obwohl Spieler B die gleiche Anzahl von At Bats wie Spieler A hatte und sein Batting Average höher ist, kommt er nicht für die Saisonendwertung in Frage, weil er nicht die erforderlichen 502 Plate Appearances erreicht hat, während Spieler A dies geschafft hat und daher in Betracht kommt.

### Ausnahme für Batting-Titel
Regel 9.22(a) der Offiziellen Baseball-Regeln für alle professionellen Spiele in den Vereinigten Staaten und Kanada sieht eine einmalige Abweichung von der Mindestanforderung von 502 Plate Appearances für die Ermittlung des Batting-, Slugging- oder On-Base-Percentage-Titels vor. Wenn ein Spieler nämlich
- die Liga in einer der genannten Statistiken anführt;
- nicht die erforderlichen 502 Plate Appearances hat; aber
- er die Liga in dieser Statistik immer noch anführen würde, wenn man so viele At Bats (ohne Hits oder Erreichen der Base) zu seinen Zählern addiert, wie nötig wären, um die Anforderung zu erfüllen,

gewinnt er wird diesen Titel, aber mit seiner ursprünglichen Statistik (d. h. ohne dass die zusätzlichen At Bats hinzugefügt wurden).
Im obigen Beispiel fehlen dem Spieler B 12 Plate Appearances, um die geforderten 502 zu erreichen. Würden ihm jedoch 12 zusätzliche PAs angerechnet, käme er auf einen Batting Average von .267 (110-for-412). Wenn kein anderer Spieler einen höheren Schlagdurchschnitt als .267 hat (ggf. in ähnlicher Weise modifiziert), erhält Spieler B den Titel (mit seinem ursprünglichen Schlagdurchschnitt von .275), obwohl er keine 502 PAs erreicht.
In einem Beispiel aus der Praxis beendete Melky Cabrera im Jahr 2012, damals bei den San Francisco Giants, die Saison mit einem ligaweiten Schlagdurchschnitt von .346, hatte aber nur 501 PAs, einen weniger als die erforderlichen 502. Nach der Regel hätte er den Batting-Titel gewonnen, da er nach Hinzurechnung eines zusätzlichen At Bats und der Neuberechnung seines Batting Average hierfür immer noch die Liga angeführt hätte. In Cabreras Fall kam es jedoch anders. Der Grund, warum Cabrera die Saison mit nur 501 At Bats beendete, war nämlich, dass er Mitte August suspendiert wurde, weil er positiv auf illegale leistungssteigernde Mittel getestet wurde. Cabrera hatte zwar noch Anspruch auf diese zusätzliche PAs, beantragte aber, dass diese nicht zu seiner Gesamtzahl hinzugezählt und er nicht für den Batting-Titel berücksichtigt werden sollte, da er zugab, dass ihm die Einnahme von leistungssteigernden Mitteln einen unfairen Vorteil gegenüber anderen Spielern verschafft hatte. Infolgedessen ist Cabreras Name auf der Liste der besten Schlagleute der National League 2012 nicht mehr zu finden.

## Scoring
Einem Schlagmann wird keine Plate Appearance gutgeschrieben, wenn während des Schlagens ein vorausgehender Läufer auf dem Weg zu einer Base das dritte Out auf eine andere Weise hinnehmen muss, als durch den Ball, den der Batter ins Spiel bringt. Beispiele hierfür wären u. a. ein „Pickoff“ (bezeichnet die Handlung eines Pitchers oder Catchers, der einen „live ball“ zu einem Feldspieler wirft, damit dieser einen Baserunner Out machen kann) oder ein „Caught Stealing“ (der Läufer versucht, sich von einer Base zur nächsten zu bewegen, ohne dass der Ball geschlagen wird, und wird dabei von einem Feldspieler Out gespielt). In diesem Fall setzt derselbe Schlagmann seinen Antritt zum Schlagen im nächsten Inning ohne Balls oder Strikes gegen ihn fort.
Weitere Gründe, keine Plate Appearance gutzuschreiben, ergeben sich, wenn das Spiel endet, weil der siegreiche Lauf von der dritten Base aus aufgrund eines „Balks“, einer Stolen Base, eines „Wild Pitches“ oder eines „Passed Balls“ erzielt wird.
Einem Schlagmann kann in dem seltenen Fall, dass er durch einen Pinch Hitter ersetzt wird, nachdem er bereits mit seinem Antritt zum Schlagen begonnen hat, eine Plate Appearance (und möglicherweise ein „At Bat“) gutgeschrieben werden oder nicht. Nach Regel 9.15(b) Offiziellen Baseball-Regeln für alle professionellen Spiele in den Vereinigten Staaten und Kanada würde der Pinch Hitter die Plate Appearance (und ein mögliches At Bat) erhalten, es sei denn, der ursprüngliche Schlagmann wird bei 2 Strikes gegen ihn ausgewechselt und der Pinch Hitter vollendet anschließend den Strikeout; in diesem Fall werden das Plate Appearance und das At Bat dem ersten Schlagmann angerechnet.

## Beziehung zum At Bat
Nach der offiziellen Baseball-Regel 9.02(a)(1) für alle professionellen Spiele in den Vereinigten Staaten und Kanada ist ein At Bat ein abgeschlossener Schlagabtausch, es sei denn, der Schlagmann:
- einen „Sacrifice Bunt“ oder „Sacrifice Fly“ schlägt; oder
- bei einer Base on Balls die erste Base erhält; oder
- von einem geworfenen Ball getroffen wird (Hit by Pitch); oder
- aufgrund einer „Interference“ oder einer „Obstruction“ die erste Base erhält.

Im allgemeinen Sprachgebrauch wird der Begriff „at bat“ manchmal im Sinne von „plate appearance“ verwendet (z. B. „he fouled off the ball to keep the at bat alive“ im Sinne von „einen nicht gut verwertbaren Ball beim Stand von 2 Strikes gegen sich absichtlich mit dem Schläger berühren und ins Foul abwehren, um ein weiteres Mal schlagen zu dürfen“). Die Absicht einen Foul Ball zu schlagen, geht in der Regel aus dem Kontext hervor, auch wenn der Begriff „official at bat“ manchmal verwendet wird, um sich ausdrücklich auf einen at bat im Unterschied zu einer „plate appearance“ zu beziehen. Begriffe wie „turn at bat“ oder „time at bat“ sind jedoch synonym mit „plate appearance“.

### „Time at bat“ im Regelwerk
Die offizielle Baseball-Regel 5.06(c) für alle professionellen Spiele in den Vereinigten Staaten und Kanada besagt, dass „ein Schlagmann seine time at bat am Schlag rechtmäßig beendet hat, wenn er aus dem Spiel ist oder zum Läufer wird“ (Hervorhebung hinzugefügt). Die in dieser Regel definierte „time at bat“ wird üblicherweise als „plate appearance“ bezeichnet, und in den Spielregeln (Regeln 1 bis 8) wird der Begriff „time at bat“ in diesem Sinne verwendet (z. B. Regel 5.04(a)(3), die besagt, dass „der erste Schlagmann in jedem Inning nach dem ersten Inning der Spieler ist, dessen Name auf den des letzten Spielers folgt, der seine time at bat im vorangegangenen Inning legal beendet hat“ (Hervorhebung hinzugefügt)). Im Gegensatz dazu wird in den Wertungsregeln der Ausdruck „time at bat“ verwendet, um sich auf die Statistik „at bat“ zu beziehen, die in Regel 9.02(a)(1) definiert ist. Manchmal wird hier der Ausdruck „official time at bat“ verwendet oder auf Regel 9.02(a)(1) verwiesen, wenn die Statistik erwähnt wird. Der Ausdruck „plate appearance“ wird in den Regeln 9.22 und 9.23 verwendet, die sich mit Batting Titles und Hitting Streaks befassen, sowie im Kommentar zu Regel 5.10(g) in Bezug auf das sog. „Three-Batter Minimum“: „Um sich als einer von drei aufeinanderfolgenden Schlagmännern zu qualifizieren, muss der Schlagmann seine Plate Appearance zu Ende bringen, das erst dann endet, wenn der Schlagmann ins Aus geht oder zum Läufer wird“ (Hervorhebung hinzugefügt). Der Begriff ist im Regelwerk nicht anderweitig definiert.

## Andere Verwendungen
Fälschlicherweise wird oft behauptet, dass die Gesamtzahl der Plate Appearances der Nenner für die Berechnung des On-Base-Percentage (OBP) ist, einer alternativen Messung der Offensivleistung eines Spielers; in Wirklichkeit enthält der OBP-Nenner bestimmte Plate Appearances nicht, z. B. Zeiten, die durch „Interference“ des Catchers oder eines Feldspielers oder durch „Sacrifice Bunts“ erreicht wurden. Der Nenner ist eigentlich definiert als die Summe von At-Bats, Walks, Hit-by-Pitches und Sacrifice-Flies.
Plate Appearances werden von den Scorern auch zum „Nachweis“ des Box-Score verwendet. Gemäß Regel 9.03(c) sollten die folgenden beiden Punkte für jedes Team gleich sein, da sie jeweils der Gesamtzahl der Plate Appearances des Teams entsprechen:
- Die Summe der At Bats, Walks, Hit by Pitches, Sacrifices (sowohl Bunts als auch Flies) und Zeiten, in denen die erste Base aufgrund von Interferenzen oder Hindernissen erreicht wurde.
- Die Summe der Runs des Teams, der auf der Runner „Left on Base“ und der ausgeschiedenen Spieler.